# Suburban Motor Car Company
Suburban Motor Car Company, vorher De Schaum Motor Car Company, war ein US-amerikanischer Hersteller von Automobilen.

## Unternehmensgeschichte
William A. de Schaum betrieb bis 1909 die De Schaum Motor Syndicate Company. 1910 gründete er die De Schaum Motor Car Company in Detroit in Michigan. 1911 begann die Produktion von Automobilen. Der Markenname lautete Suburban. De Schaum hatte Pläne für ein großes Werk in Ecorse. Dann traten finanzielle Probleme auf. Im November 1912 musste de Schaum das Unternehmen verlassen. Bis dahin waren zehn Fahrzeuge hergestellt worden.
R. A. Palmer wurde neuer Präsident. Unter seiner Leitung entstanden 15 weitere Fahrzeuge. 1912 endete die Produktion.
Palmer gründete daraufhin die Palmer Motor Car Company.

## Fahrzeuge
Im Sortiment standen zwei verschiedene Modelle. Series A hatte einen Vierzylindermotor mit 20 PS Leistung. Das Fahrgestell hatte 269 cm Radstand. Einziger Aufbau war ein Roadster. Der Neupreis betrug 1200 US-Dollar.
Der Limited hatte dagegen einen Sechszylindermotor mit 28 PS Leistung. Der Radstand betrug 274 cm. Auch dieses Modell war als Roadster karosseriert. Trotz des größeren Motors und des längeren Fahrgestells entsprach der Preis dem kleineren Modell.

## Modellübersicht
| Jahr      | Modell   | Zylinder | Leistung (PS) | Radstand (cm) | Aufbau   |
| --------- | -------- | -------- | ------------- | ------------- | -------- |
| 1911–1912 | Series A | 4        | 20            | 269           | Roadster |
| 1911–1912 | Limited  | 6        | 28            | 274           | Roadster |